# To Know You
「To Know You」（トゥ・ノウ・ユー）は、日本のロックバンド・Do As Infinityの29作目（通算31作目）のシングル。

## 概要
- 前作「Alive/Iron Hornet」から3ヶ月ぶりのシングル。
- 前作に引き続き作曲と編曲、サウンドプロデューサーとして澤野弘之を迎えて制作された[1]。
- 今作はネイキッドが約100台のプロジェクタを用いて東京を表現したアート展『TOKYO ART CITY by NAKED』を東京ドームシティGallery AaMoにて開催。そのコラボレーション映像を制作する過程で、カバーアートや楽曲も東京をコンセプトにしている[2]。ジャケットはメジャーデビュー前に路上ライブを行っていた渋谷を拠点に、都会のビル群や象徴的な建物をコラージュして画作された[3]。
- ジャケットが異なるCD+DVD規格とCD規格の通常盤、ファンクラブ及びmu-moショップ限定流通のCD+DVD規格の初回生産限定盤の3形態で発売された。通常盤と初回生産限定盤のDVDには表題曲のミュージック・ビデオが収録され、初回生産限定盤には特典として東京のネオンサインをコンセプトしたブレスライトが同梱された[2]。また、CD規格の通常盤にはボーナス・トラックとして4thアルバムの収録曲の2 of Usバージョンが追加収録された[1]。

## 収録曲
1. To Know You [3:52]
作詞：Benjamin、mpi
作曲・編曲：Hiroyuki Sawano
伴都美子からデジタルサウンドを前面に押し出した楽曲を依頼された上で、都会や現代の雰囲気をメロディやアレンジの音色で伝えれるように制作された[4]。歌詞は東京をテーマに、伴が出身地の空港である熊本空港から旅客機に乗って羽田空港に降り、都内に向かっていくときに見えるビル街と東京タワーとレインボーブリッジ、上京したときに見た光景と気持ちを作詞家に伝えて書かれている。伴曰く「具体的なイメージとしては、主人公の女の子が海外から東京へ来るワクワク感」[5]。
ミュージック・ビデオは渋谷スクランブル交差点で撮影された[6]。
2. 唯一の真実 [4:45]
作詞：Tomiko Van
作曲・編曲：Hiroyuki Sawano
伴から自身のボーカルと大渡亮のギター、澤野のピアノで演奏している画が見えるようなシンプルな楽曲を依頼され制作された。シンプルスタイルのため、澤野は意識してメロディを強めにし、アクセントとしてウッドベースを取り入れている[4]。歌詞は「命の旅」をテーマに書かれており、伴が母に向けて書いたものだという[5]。
3. To Know You (Instrumental) [3:52]
作曲・編曲：Hiroyuki Sawano
表題曲のインストゥルメンタルバージョン。
4. 唯一の真実 (Instrumental) [4:34]
作曲・編曲：Hiroyuki Sawano
カップリング曲のインストゥルメンタルバージョン。
5. あいのうた [2 of Us] [4:06]
作詞・作曲：D・A・I
編曲：Ryo Owatari
ボーナストラック。4thアルバムの収録曲の2 of Usバージョン[3]。

## 参加ミュージシャン
Do As Infinity
- 伴都美子：Vocal (#1,2,5)、Chorus (#1,2)
- 大渡亮：Guitars (全曲)

Support Musician
- 澤野弘之：Piano & Keyboards & All Other Instruments (#1〜4)
- 田辺トシノ：Bass (#1,3)、Wood Bass (#2,4)

## 収録アルバム
- ALIVE (#1,2)
- Lounge (#1)
- Tears Selection (#2)
- Do The Complete (#1)